# Aedes subalbopictus
Aedes subalbopictus är en tvåvingeart som beskrevs av Philip James Barraud 1931. Aedes subalbopictus ingår i släktet Aedes och familjen stickmyggor. Inga underarter finns listade i Catalogue of Life.